# Trochosa menglaensis
Trochosa menglaensis är en spindelart som beskrevs av Yin, Bao och Wang 1995. Trochosa menglaensis ingår i släktet Trochosa och familjen vargspindlar. Inga underarter finns listade i Catalogue of Life.